# L'Œuf du Dragon
Ne doit pas être confondu avec L'Œil du dragon.
L'Œuf du Dragon (titre original : Dragon's Egg) est un roman de science-fiction écrit par l'écrivain américain Robert Forward.
Ce roman a été publié aux États-Unis en 1980 sous le titre Dragon's Egg.
Il a été publié en France en 1984 (traduction de Jacques Polanis) dans la maison d'édition Robert Laffont, collection Ailleurs et Demain. 
Il a été réédité en 1990 dans la collection Le Livre de poche. 

## Distinctions
Le prix Locus du meilleur premier roman 1981 lui a été attribué. 

## Résumé
L'histoire est composée de deux trames parallèles, au rythme différent et qui se rejoignent par un contact humains/extraterrestres.
Le lecteur est plongé dès le début du roman dans l'histoire d'une étoile à neutrons apparue dans la constellation du Dragon, il y a un demi-million d'années. Et dont les radiations émises par la supernova l'ayant crée jouèrent un rôle dans l'évolution de l'Homme sur Terre. 

Malgré une gravité gigantesque (plusieurs milliards de g, rotation sur elle-même en 0,2 secondes), une forme vie exotique (non organique) se développe sur cette étoile, lentement mais sûrement, jusqu'au jour où une espèce intelligente (les « cheelas ») voit le jour et crée une civilisation, d'abord primitive, puis évoluée, enfin dépassant l'espèce humaine sur le plan technologique.
Pendant ce temps, sur Terre, les êtres humains, à une vitesse très lente au regard du temps hyper-rapide du pulsar, découvrent l'existence de cette étoile en 2020. Les cheelas, compte tenu de la vitesse de leur étoile et de leur métabolisme de type nucléaire, vivent un million de fois plus vite que les humains. Ainsi, une  « année » cheela s'écoule en seulement 30 secondes humaines.
Les hommes montent une expédition pour aller observer cette étoile à neutrons : c'est là que les cheelas dépassent les humains, une rencontre émouvante entre humains et extraterrestres a lieu.

## Analyse
- Le titre de l'ouvrage s'explique par une information donnée en début de l'histoire : l'étoile qui s'est effondrée il y a 500 000 ans et qui a donné naissance à un pulsar était située dans la constellation du Dragon ; lorsque les extraterrestres viennent à la rencontre des humains, ils le font à l'aide d'un vaisseau spatial très petit (pour un terrien) ayant la forme d'un « œuf de lumière ».
- L'auteur montre bien que les conditions physiques d'un lieu donné crée un type d'espèce particulier qui se développe selon les contraintes : la civilisation, le langage, les objets créés, les mentalités, ne sont pas les mêmes (et sont même radicalement différents) sur Terre et sur le Pulsar.
- Le roman évoque l'idée que la vie est un échange d'énergie entre une entité et son environnement et cet échange d'énergie permet à l'entité de vivre, de se développer, d'échanger et de se perpétuer.
Il en découle que la vie n'est pas forcément organique et qu'il pourrait exister des êtres vivants d'un autre type, ici avec un métabolisme nucléaire.